# Susreti zagrebačkih glazbenih amatera
Susreti zagrebačkih glazbenih amatera su hrvatska glazbena manifestacija. Na njoj sudjeluju vokalni i instrumentalni amaterski ansambli s područja Grada Zagreba i Zagrebačke županije. Iznimno mogu sudjelovati i orkestri i komorni ansambli.
Organizira ih Zagrebački glazbeni podij Centra za kulturu Trešnjevka.
Manifestacija se održava svake godine, počevši od 1978. godine. Susrete čini mnoštvo koncerata. Obično ih bude od 16 do 18, a traju par tjedana. Koncerti su organizirani u dvjema kategorijama, vokalnoj i instrumentalnoj. Tematski su posvećeni obljetnicama u svezi s poznatim hrvatskim skladateljima.
Smisao održavanja ove manifestacije je da svojim nastupima održe neprekidnost nastupanja i druženja po zagrebačkim gradskim četvrtima. Ansamble sudionike vrednuje stručni odbor radi poboljšanje kakvoće izvedbe ansambala, a isto je bitno kod njihova financiranja.